# Lijst van Nederlandse medaillewinnaars op de Olympische Spelen atletiek
Dit is een lijst van Nederlandse medaillewinnaars op de Olympische Spelen atletiek.
1. Fanny Blankers-Koen - 100 m - 1948
2. Fanny Blankers-Koen - 200 m - 1948
3. Fanny Blankers-Koen - 80 m horden - 1948
4. Fanny Blankers-Koen, Gerda van der Kade-Koudijs, Xenia Stad-de Jong, Nettie Witziers-Timmer - 4 x 100 m - 1948
5. Ria Stalman - discuswerpen - 1984
6. Ellen van Langen - 800 m - 1992
7. Sifan Hassan - 5000 m - 2021
8. Sifan Hassan - 10.000 m - 2021
9. Femke Bol, Lieke Klaver, Eugene Omalla, Isaya Klein Ikkink, Cathelijn Peeters - 4 x 400 m gemengde estafette - 2024
10. Sifan Hassan - marathon - 2024

Zilver 
1. Wim Bekkers, Jan Hengeveld, Sijtse Jansma, Henk Janssen, Anton van Loon, Willem van Loon, Marinus van Rekum, Willem van Rekum  - touwtrekken - 1920
2. Lien Gisolf - hoogspringen - 1928
3. Puck Brouwer - 200 m - 1952
4. Gerard Nijboer - marathon - 1980
5. Dafne Schippers - 200 m - 2016
6. Anouk Vetter - zevenkamp - 2021
7. Liemarvin Bonevacia, Terrence Agard, Tony van Diepen, Ramsey Angela, Jochem Dobber - 4 x 400 m - 2021
8. Abdi Nageeye - marathon - 2021
9. Femke Bol, Lieke Klaver, Lisanne de Witte, Cathelijn Peeters, Eveline Saalberg, Myrte van der Schoot - 4 x 400 m estafette - 2024

Brons 
1. Rinus van den Berge, Jaap Boot, Harry Broos, Jan de Vries - 4 x 100 m - 1924
2. Tinus Osendarp - 100 m - 1936
3. Tinus Osendarp - 200 m - 1936
4. Wim Slijkhuis - 1500 - 1948
5. Wim Slijkhuis - 5000 m - 1948
6. Mia Gommers - 800 m - 1968
7. Femke Bol - 400 m horden - 2021
8. Emma Oosterwegel - zevenkamp - 2021
9. Sifan Hassan - 1500 m - 2021
10. Sifan Hassan - 5000 m - 2024
11. Sifan Hassan - 10.000 m - 2024
12. Femke Bol - 400 m horden - 2024